# Лора Кенні
Лора Кенні (англ. Laura Rebecca Kenny, до шлюбу Тротт, англ. Laura Trott, 24 квітня 1992) — британська велогонщиця, чотириразова олімпійська чемпіонка, багаторазова чемпіонка світу, чемпіонка Європи, чемпіонка Ігор Співдружності. 
Призначена офіцеркою Ордену Британської імперії за заслуги перед велоспортом.
Заручена з Джейсоном Кенні.

## Виступи на Олімпіадах
| Олімпіада           | Дисципліна                    | Місце |
| ------------------- | ----------------------------- | ----- |
| Лондон 2012         | командна гонка переслідування | 1     |
| Лондон 2012         | омніум                        | 1     |
| Ріо-де-Жанейро 2016 | командна гонка переслідування | 1     |
| Ріо-де-Жанейро 2016 | омніум                        | 1     |
| Токіо 2020          | командна гонка переслідування | 2     |
| Токіо 2020          | омніум                        | 6     |
| Токіо 2020          | медісон                       | 1     |